# Istvan Tomka
Istvan Tomka   (Bučany, 17 de gener de 1855 - Budapest, 16 de desembre de 1923) també Stefan Tomka, alemany Stephan Tomka; fou un pianista i professor de música hongarès.
Graduat al Conservatori de Viena, alumne de Joseph Dax. Al llarg de la dècada de 1870. va fer una gira per Europa i després es va dedicar més a l'ensenyament. Des del 1888 va ensenyar a l'escola nacional de música, des del 1901 el seu director.
Entre els estudiants de Tomka, en particular, Franz Lehár, Ede Poldini (que més tard va dedicar la col·lecció d'estudis de piano Op. 70, 1918 al professor), Imre Stefanyai, Alisa Ripper o Franz (Ferenc) Weisz.